# Parlamentswahl in Monaco 2018
- PPM: 21
- UM: 1
- HM: 2

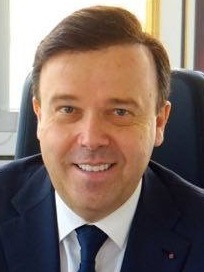
Stéphane Valeri, 2017

Die Parlamentswahl in Monaco 2018 zum Conseil National fand am 11. Februar 2018 in dem südeuropäischen Kleinstaat Monaco statt.

## Wahlsystem
Die Wähler können entweder eine Wahlliste wählen oder Kandidaten mehrerer Wahllisten panaschieren. Die 16 Kandidaten mit den meisten Stimmen ziehen in den Conseil National ein, während die restlichen acht Sitze nach dem Prinzip der Verhältniswahl an die Parteien aufgeteilt werden, die mehr als fünf Prozent der Stimmen erhalten haben.

## Wahlergebnis
Die erst im Jahr 2017 vom Ex-Präsidenten des Conseil National Stéphane Valeri gegründete Partei Primo! Priorité Monaco, errang einen überwältigenden Sieg. Sie konnte 21 Sitze im 24-köpfigen Nationalrat gewinnen und verdrängte die bisherige Regierungspartei Horizon Monaco (HM) unter der Leitung von Béatrice Fresko-Rolfo. Am 22. Februar 2018 wählte der neue Conseil National Stéphane Valeri nach 2010 wieder zu seinem Präsidenten. Zu den wichtigsten Themen im Wahlkampf gehörten die Wohnungsfrage und die Rentenreform. Primo! versprach, einen dringend notwendigen Plan zur Bereitstellung von mehr Wohnraum und zum Schutz der Altersversorgung von Beamten aufzustellen.
| Partei                 | Sitze |
| ---------------------- | ----- |
| Primo! Priorité Monaco | 21    |
| Horizon Monaco (HM)    | 2     |
| Union Monégasque (UM)  | 1     |